# Edgcumbe (Adelsgeschlecht)

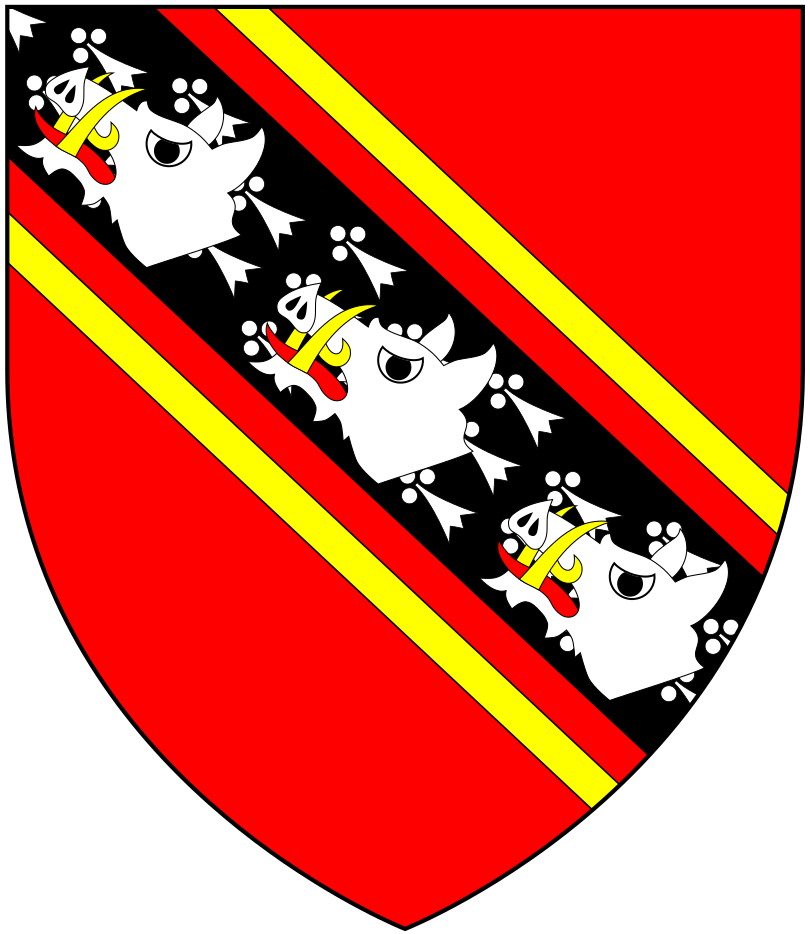
Wappen der Familie Edgcumbe

Die Familie Edgcumbe (auch Edgecombe) ist ein englisches Adelsgeschlecht.

## Die Familie im Mittelalter
Die Familie Edgcumbe stammte ursprünglich aus Devon. Sie benennt sich nach einer Farm bei Tavistock, wo die Familie seit dem 13. Jahrhundert als Freibauern belegt ist. Während die ältere Linie der Familie bis Anfang des 19. Jahrhunderts in Devon als Freibauern bestand, heiratete William Edgcumbe († 1380), ein jüngerer Sohn der Familie, 1352 oder 1353 Hilaria de Cotehele. Als Erbin ihres Bruders Ralph de Cotehele brachte sie Cotehele House in Cornwall mit dem dazugehörigen Landbesitz mit in die Ehe. Williams Enkel Sir Richard Edgcumbe war ein Parteigänger von Heinrich VII. und kämpfte mit ihm in der Schlacht von Bosworth. Nach der Schlacht wurde er vom König zum Ritter geschlagen und erhielt von ihm unter anderen die umfangreichen Besitzungen der Familie Bodrugan in Cornwall, die Honour of Totnes in Devon sowie Rechte an Silberminen in Devon und Cornwall.

## Aufstieg im 16. und 17. Jahrhundert zu den führenden Familien der Gentry
Richard Edgcumbes Sohn Peter erwarb 1493 durch seine Heirat mit Joan Durnford die Ländereien der Valletorts, zu denen der südöstliche Teil der Halbinsel Rame sowie East Stonehouse gehörte. Von 1547 bis 1553 errichtet Peters Sohn Richard Edgcumbe auf der Halbinsel Rame Mount Edgcumbe House, das zum neuen Sitz der Familie wurde. Durch die Baukosten sowie durch hohe Investitionen in Bergwerke waren die Edgcumbes im 16. Jahrhundert zwar erheblich verschuldet, so dass sie die Honour of Totnes verkaufen mussten, doch dennoch gehörten sie aufgrund ihrer umfangreichen Besitzungen zu den führenden Familien der Gentry von Cornwall und Devon. Die Familienoberhäupter bekleideten zahlreiche öffentliche Ämter und vertraten oft die Grafschaften als Knight of the Shire im House of Commons. Während des Englischen Bürgerkriegs stand Piers Edgcumbe auf der Seite des Königs, kapitulierte aber 1645 vor den Parlamentstruppen und konnte so die Familienbesitzungen bewahren.

## Erlangung der Peerwürde im 18. Jahrhundert
Piers Edgcumbes Enkel Richard gehörte lange Jahre der Regierung von Premierminister Walpole an und wurde 1742 zum Baron Edgcumbe erhoben. Dessen Sohn Richard Edgcumbe war ein Freund und früher Förderer von Joshua Reynolds. Richards Bruder George Edgcumbe diente als Offizier in der Royal Navy, bis er 1761 das Erbe seines Bruders antrat. 1781 wurde er zum Viscount Mount Edgcumbe and Valletort und 1789 zum Earl of Mount Edgcumbe erhoben.

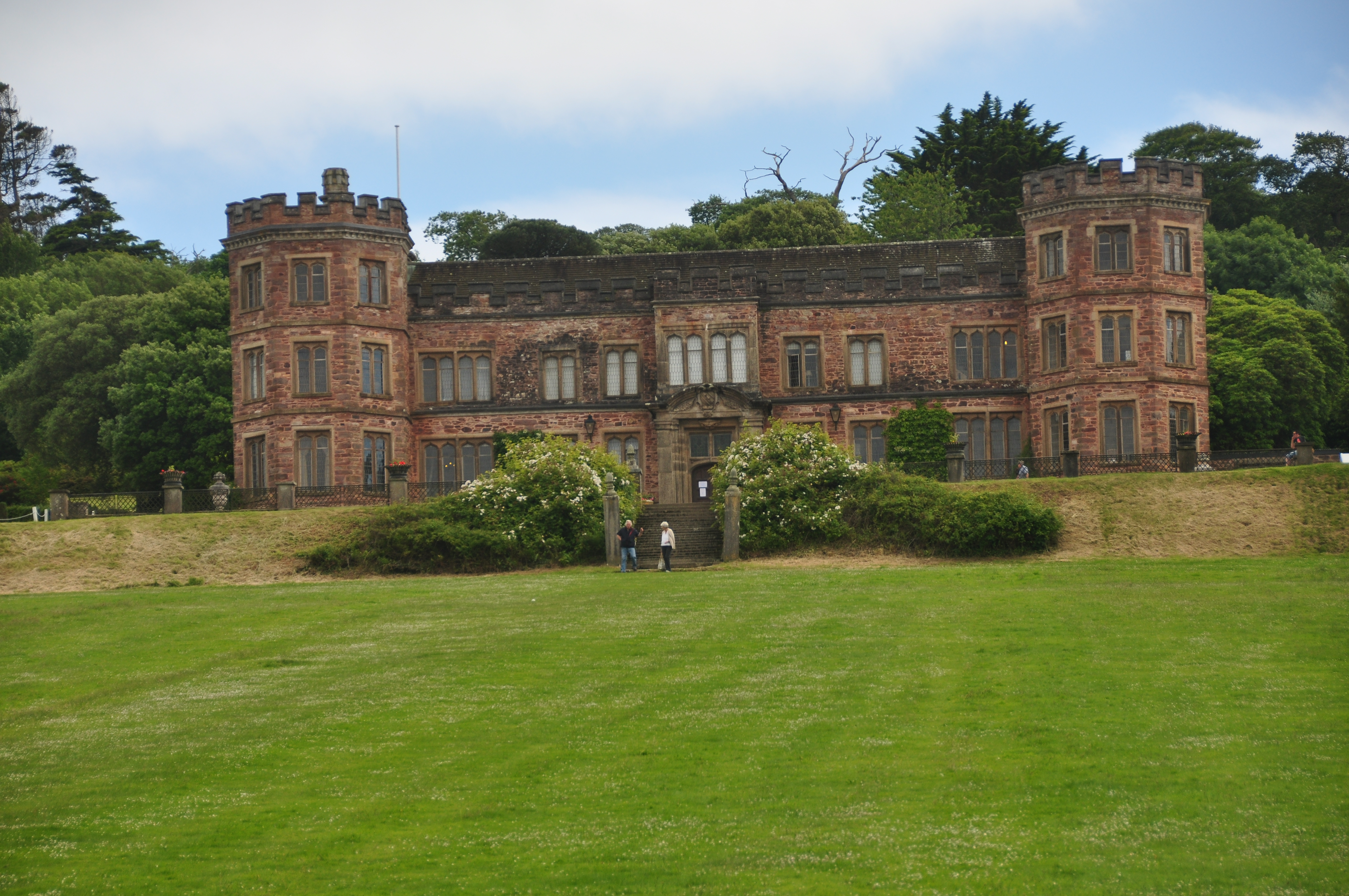
Mount Edgcumbe House bei Plymouth, vom 16. Jahrhundert bis 1987 Sitz der Familie

## Die Familie im 19. und 20. Jahrhundert
Im 19. Jahrhundert bekleideten Mitglieder der Familie hohe Ämter am Königshof, bis die direkte männliche Linie 1944 mit dem 5. Earl ausstarb. Sein Erbe wurde sein Großcousin Kenelm Edgcumbe, ein Urenkel des 2. Earl. Dieser musste aufgrund der Erbschaftssteuern 1947 Cotehele House dem National Trust übergeben. Den 1941 ausgebombten Familiensitz Mount Edgcumbe House ließ er von 1958 bis 1964 wieder aufbauen. Da Kenelms einziger Sohn 1940 bei Dünkirchen gefallen war, erbte 1965 sein in Neuseeland lebender Großcousin Edward Piers Edgcumbe den Titel. Dieser verkaufte als 7. Earl 1971 Mount Edgcumbe House und den umgebenden Park an die Stadt Plymouth und die Grafschaft Cornwall, pachtete das Herrenhaus jedoch zurück. Sein Erbe und Neffe Robert Charles Edgcumbe, 8. Earl of Mount Edgcumbe (1939–2021) beendete 1987 das Pachtverhältnis.

## Stammliste
1. Richard Edgcumbe (um 1443–1489)
  1. Peter Edgcumbe (1477–1539)
    1. Richard Edgcumbe (1499–1562)
      1. Peter Edgcumbe (um 1536–1608)
        1. Richard Edgcumbe (vor 1570–1639)
          1. Piers Edgcumbe (um 1610–1667)
            1. Richard Edgcumbe (um 1640–1688)
              1. Richard Edgcumbe, 1. Baron Edgcumbe (1680–1758)
                1. Richard Edgcumbe, 2. Baron Edgcumbe (1716–1761)
                2. George Edgcumbe, 1. Earl of Mount Edgcumbe (1720–1795) ⚭ Emma Gilbert (1729–1807)
                  1. Richard Edgcumbe, 2. Earl of Mount Edgcumbe (1764–1839)
                    1. William Edgcumbe (1794–1818)
                    2. Ernest Edgcumbe, 3. Earl of Mount Edgcumbe (1797–1861) ⚭ Caroline Edgcumbe (1808–1881)
                      1. William Edgcumbe, 4. Earl of Mount Edgcumbe (1833–1917)
                        1. Piers Edgcumbe, 5. Earl of Mount Edgcumbe (1865–1944)

                      2. Ernestine Edgcumbe (1843–1925)

                    3. George Edgcumbe (1800–1882)
                      1. Richard Edgcumbe (1843–1937)
                        1. Kenelm Edgcumbe, 6. Earl of Mount Edgcumbe (1873–1965)
                          1. Piers Edgcumbe (1914–1940)

                      2. Edward Edgcumbe (1847–1890)
                        1. George Edgcumbe (1869–1947)
                          1. Edward Edgcumbe, 7. Earl of Mount Edgcumbe (1903–1982)
                          2. George Edgcumbe (1907–1977)
                            1. Robert Edgcumbe, 8. Earl of Mount Edgcumbe (1939–2021)
                            2. Piers Edgcumbe (1946–2019)
                            3. Christopher Edgcumbe, 9. Earl of Mount Edgcumbe (* 1950)
                              1. Douglas Edgcumbe (* 1985)

      2. Richard Edgcumbe (um 1540–nach 1587)